# قائمة شخصيات ظهرت على طوابع بريد المملكة المتحدة

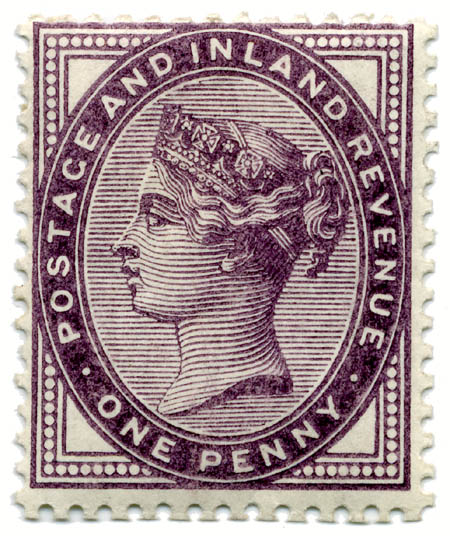
الملكة فيكتوريا على طابع بريدي عام من ثمانينيات القرن التاسع عشر.

كانت سياسة البريد الملكي البريطاني حتى عام 2005 هي أن الأشخاص الأحياء الوحيدين الذين توضع صورهم على الطوابع البريطانية والذين يمكن التعرف عليهم هم الملك وأعضاء آخرون من العائلة المالكة (أو الأشخاص الذين سيتزوجون قريبًا من العائلة المالكة). ولم تُنتهك هذه السياسة إلا في بعض الأحيان. كان الاستثناء الأول في العدد الصادر عام 1967 لإحياء ذكرى الرحلة الفردية حول العالم التي قام بها جيبسي موث الرابع إذ ظهر شخص على شكل كتلة لا يمكن التعرف عليها على اليخت وبما أنه لم يكن هناك سوى شخص واحد على متن اليخت فلا بد أنه فرانسيس تشيتشيستر. وتضمن طابع اتحاد نقابات العمال في عام 1968 صور ثلاثة أشخاص، لكن لا يمكن التعرف عليهم. وبالمثل في العدد الذي أقيم لتكريم فريدي ميركوري يمكن رؤية عازف الطبول روجر تايلور في الخلفية.
كُسِرت القاعدة مرة أخرى في ديسمبر 2003 عندما عُرِض لاعبان من فريق إنجلترا الذي تغلب على أستراليا في نهائي كأس العالم للرغبي 2003؛ ومع ذلك، لم تظهر أي وجوه. وفي النهاية كُسِرت هذه القاعدة بإصدار مجموعة من الطوابع في 6 أكتوبر 2005 لإحياء ذكرى فوز فريق الكريكيت الإنجليزي على أستراليا في عام 2005. وتصور الطوابع الأربعة بشكل واضح ومتعمد أعضاء الفريق بما فيهم القائد مايكل فوغان وأندرو فلينتوف. صدرت في يناير 2007 سلسلة من الطوابع البريدية تضمنت بعض أغلفة ألبومات البيتلز الأكثر شهرة والتي تظهر أيضًا أعضاء الفرقة. وعلى نحو مماثل يظهر طابع بريدي صادر في عام 2011 الممثل ديفيد تينانت في دور هاملت. صدرت سلسلة من طوابع الميداليات الذهبية، خلال دورة الألعاب الأولمبية الصيفية 2012 تضم الرياضيين البريطانيين الحائزين على الميداليات الذهبية.
 

## القائمة
- نيكولا آدامز (2012)
- بن أينسلي (2012)
- جون ألكوك (1969)
- الأمير أندرو دوق يورك (1986)
- الملكة آن من كليفز، زوجة هنري الثامن (1997)
- جيسيكا جين آبلجيت (2012)
- جون آرتشر (2013)
- تشارلز باباج، عالم (1991، 2010)
- فرانسيس بيكون (2009)
- روبرت بادن باول (1982)
- تيم بيلي (2012)
- فرانسيس بيلي (1970)
- ناتاشا بيكر الفائزة بالميدالية الذهبية في الألعاب البارالمبية (2012)
- السير جون باربيرولي (1980)
- لورا بيكتولشيمر (2012)
- السير توماس بيتشام (1980)
- فيث بينيت (2022)
- الأمير الأسود (1974)
- الأدميرال روبرت بليك (1982)
- داني بلانشفلاور (1996)[2]
- آن بولين، زوجة هنري الثامن (1997، 2024)
- الملكة إليزابيث، الملكة الأم، زوجة الملك جورج السادس (1937)
- ديفيد بوي، موسيقي وممثل (2017)
- روبرت بويل، عالم (2010)
- سكوت براش (2012)
- بنيامين بريتن (2013)
- شارلوت برونتي (1980)
- إميلي برونتي (1980)
- آرثر ويتن براون (1969)
- دانييل براون (2012)
- أليستير براونلي (2012)
- ستيفن بيرك (2012)
- روبرت بيرنز (1966، 1996، 2009)
- السير مات بوسبي (2009)
- ميكي بوشيل (2012)
- الملكة كاثرين من أراغون، زوجة هنري الثامن (1997)
- دونالد كامبل (2009)
- لوك كامبل (2012)
- تشارلز أمير ويلز (1969)[3]
- تشارلي شابلن (1985، 1999)[4]
- بيتر تشارلز (2012)
- فرانسيس تشيتشيستر (1967، 2003)
- صوفي كريستيانسن (2012)
- السير ونستون تشرشل (1965، 1974، 2024)[3][5][6]
- إد كلانسي (2012)
- هانا كوكروفت (2012)
- مارك كولبورن (2012)
- السير آرثر كونان دويل (2009)
- كابتن جيمس كوك (2018)
- بيتر كوك (1998)
- تومي كوبر (1998)
- كاثرين كوبلاند (2012)
- جوزيف كريج (2012)
- ديب كريدل (2012)
- الأدميرال أندرو كانينغهام (1982)
- بيتر كوشينج، ممثل سينمائي وتلفزيوني (2013)
- تشارلز داروين (1982)[7]
- إليزابيث ديفيد (2013)
- أليد ديفيز (2012)
- الأسقف ريتشارد ديفيز (1988)
- ليز داوسون (1998)
- ديكسي دين (1996)[2]
- فريدريك ديليوس (1985)
- ريتشارد ديمبلبي (2013)
- اللورد داودينج (1986)
- السير فرانسيس دريك (1973)
- شارلوت دوجاردان (2012)

- الملك إدوارد السابع (1902)
- الملك إدوارد الثامن (1936)
- الأمير إدوارد، إيرل ويسيكس (1999)[8]

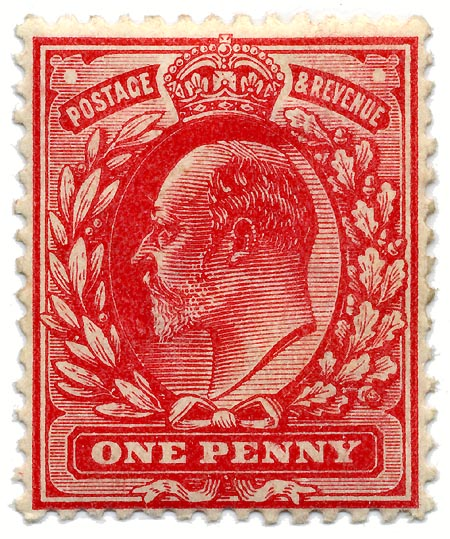
إدوارد السابع، 1902

- باربرا إدواردز، عالمة الأرصاد الجوية (2024)[9]
- دونكان إدواردز، لاعب كرة قدم (1996)[2]
- إدوارد إلجار (1985)
- جورج إليوت (1980)
- الملكة إليزابيث الأولى (1968 و21 أبريل 2001)

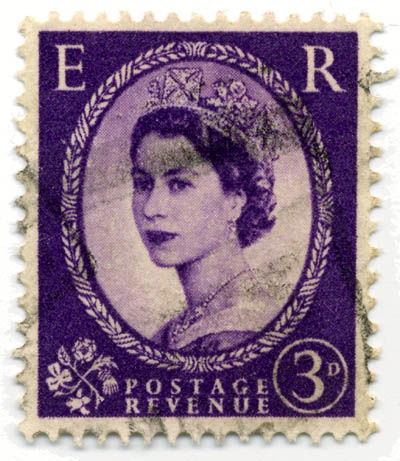
الملكة إليزابيث الثانية، 1952

- الملكة إليزابيث الثانية (1952 وبقية فترة حكمها كملكة، 1948 كأميرة إليزابيث)
- جيسيكا إينيس (2012)
- نيل فاتشي (2012)
- مايكل فاراداي (1991)
- مو فرح (2012)
- سارة فيرجسون، دوقة يورك (1986)
- الأدميرال جاكي فيشر (1982)
- جوناثان فوكس (2012)
- بنجامين فرانكلين (1976, 2010)
- هيذر فريدريكسن (2012)
- إليزابيث فرينك (1996)
- السير مارتن فروبيشر (1972)
- موهانداس غاندي (1969)
- إليزابيث جاسكيل (1980)
- القديس جورج (1951)
- الملك جورج الخامس (1911)

- الملك جورج السادس (1937)
- هيلين جلوفر (2012)
- أوين غليندور (1974)
- الملك هارولد جودوينسون (1966)
- وليام جيلبرت جريس (1973)
- كاثرين جرينجر (2012)
- توماس جراي (1971)
- أليكس جريجوري (2012)
- جويس جرينفيل (1998)
- جورج فريدريك هاندل (1985)
- توماس هاردي (1990)
- السير آرثر هاريس (1986)
- الأمير هاري (2018)[10]
- الملك هنري الخامس (1964)
- الملك هنري الثامن (1982)
- السير جون هيرشل (1970)

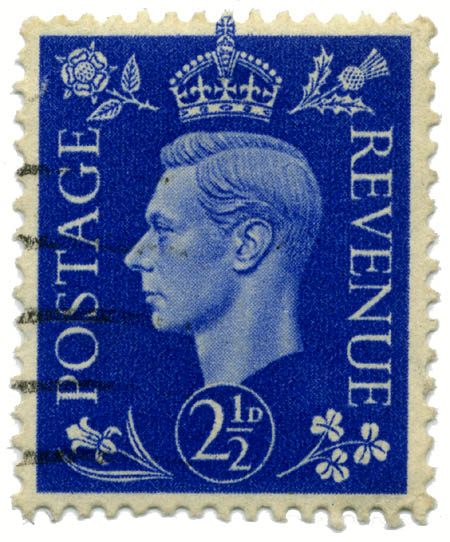
جورج السادس، 1937

- السير ويليام هيرشل، عالم فلك (1970)
- كارل هيستر (2012)
- السير رولاند هيل، مصلح البريد (1979)
- فيليب هيندز (2012)
- ألفريد هيتشكوك، صانع أفلام (1985)
- دوروثي هودجكين، عالمة (2010)
- وينسيسلاوس هولار (1965)
- غوستاف هولست، ملحن (1985)
- صوفي هوسكينج (2012)
- الملكة كاثرين هوارد، زوجة هنري الثامن (1997)
- لوك هوارد، عالم أرصاد جوية هاوٍ (2024)[9]
- السير كريس هوي (2012 مرتين)
- هنري هدسون، المستكشف (1972)
- أولي هيند (2012)
- توم جيمس (2012)
- إدوارد جينر، عالم (2010)
- صامويل جونسون (2009)
- جيد جونز (2012)
- أنطوني جوشوا (2012)
- أنتوني كابيس (2012)
- جون كيتس، شاعر (1971)
- بيتر كينوغ (2012)
- جيسون كيني (2012 مرتين)
- أليس كيبل، عشيقة إدوارد السابع، جدة كاميلا باركر باولز (1983)
- فيوليت كيبل (1983)
- دانييل كينج (2012)
- ستان لوريل، ممثل كوميدي (1990)
- ماري ليكي (2013)
- إدوارد لير (1988)
- فيفيان لي (1985، 1996، 2013)
- جون لينون (1988)[4]
- جوزيف ليستر (1965، 2010)
- ديفيد ليفينغستون (1973)
- ديفيد لويد جورج (2013)
- هيلينا لوكاس (2012)
- كريج ماكلين (2012)
- بن ماهر (2012)
- جولييلمو ماركوني، مخترع (1995)[11]
- ميغان ماركل (2018)[10]
- إد ماك إيفر (2012)
- فريدي ميركوري، موسيقي (1999)[4]
- بوبي مور، لاعب كرة قدم (1996 و1999)[2][4]
- القس ويليام مورجان، مترجم الكتاب المقدس الويلزي (1988)
- سارة باريت مولتون (بينكي) (1968)
- آندي موراي (2012)
- بريان ماي (2020)
- ألكسندر ناسمايث (1966)
- الأدميرال هوراشيو نيلسون (1982)
- السير إسحاق نيوتن، عالم (2010)
- فلورنس نايتنجيل، ممرضة (1970)
- ديفيد نيفن (1985)
- لوحة نيللي أوبراين (4 يوليو 1973) للرسام السير جوشوا رينولدز
- إيميلين بانكهورست (29 مايو 1968)
- نورمان باركنسون (2013)
- جوني بيكوك (2012)
- جوزي بيرسون (2012)
- لي بيرسون (2012)
- فريد بيري (2009)
- الملكة كاثرين بار، زوجة هنري الثامن (1997)
- الأسقف ريتشارد باري (1988)
- فيكتوريا بندلتون (2012)
- الأمير فيليب دوق إدنبرة (1948 و1972)
- الكابتن مارك فيليبس (1973)
- اللورد شارلز بورتال (1986)
- هنري رايبورن (1973)
- السير والتر رالي (1973، 2024)
- بيت ريد (2012)
- باميلا ريلف (2012)
- السير جوشوا رينولدز (1973)
- نعومي ريتشيز (2012)
- جوس ريسمان (1995)
- روبرت بروس (1974)
- جيمس رو (2012)
- السير جيمس كلارك روس (1972)
- جوانا روسل (2012)
- إرنست رذرفورد، عالم (2010)
- جريج روثرفورد (2012)
- وليام سالزبيري (1988)
- السير مالكولم سارجنت (1980)
- الكابتن روبرت فالكون سكوت (1972)
- السير والتر سكوت (1971)
- بيتر سيلرز (1985)
- السير نيكولاس شاكلتون، عالم (2010)
- الملكة جين سيمور، زوجة هنري الثامن (1997)
- وليام شكسبير (1964، 1988)[3][4]
- بيل شانكلي (2013)
- إيلي سيموندز (2012)
- بول سيمونون
- سيمون دي مونتفورت (1965)
- نيك سكيلتون (2012)
- أرشيبالد سكيرفينج (1966)
- ديفيد سميث (2012)
- صوفي، كونتيسة ويسيكس (1999)[8]
- ليدي ديانا سبنسر (1981)
- سبايس جيرلز (2024)[9]
- هنري مورتون ستانلي (1973)
- هيذر ستانينج (2012)
- ديفيد ستون (2012)
- بارني ستوري (2012)
- سارة ستوري (2012)
- إتيان ستوت (2012)
- جورج ستابس (1967)
- تشارلز ستورت (1973)
- روجر تايلور عازف الطبول الملكي، يونيو 1999. (على المجموعة في الخلفية)
- اللورد تيدر (1986)
- ديفيد تينانت (2011، 2013)
- ألفريد تينيسون (1992)
- جيراينت توماس (2012)
- اللورد ترينشارد (1986)
- أندرو تريجز هودج (2012)
- لورا تروت (2012 مرتين)

- ليلي فان دن بروك (2012)

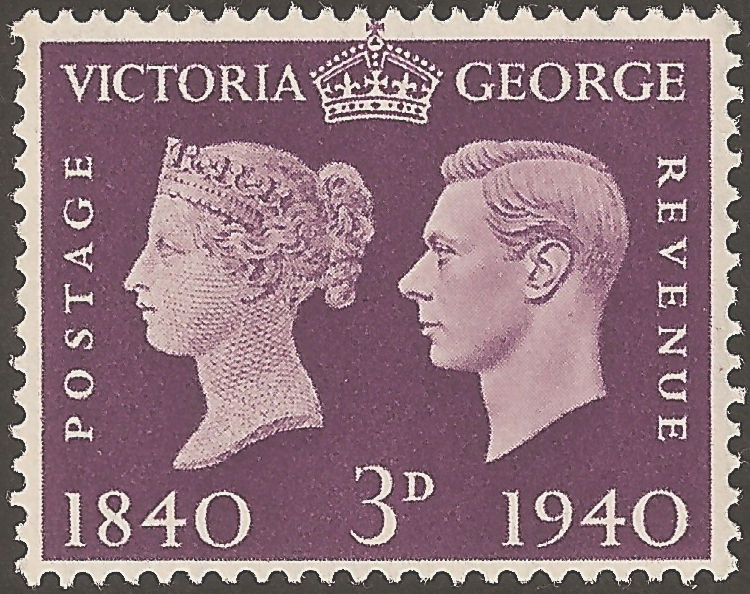
فيكتوريا وجورج السادس، 1940

- الملكة فيكتوريا (1840 وبقية فترة حكمها، 1940، 1970)[7]
- رالف فوغان ويليامز (1972)
- هارولد واجستاف[12]
- لوحة روبرت ووكر "وزير التزلج" (1973) للسير هنري رايبورن
- ألفريد راسل والاس، عالم (2010)
- آنا واتكينز (2012)
- ديفيد وير (2012)
- صوفي ويلز (2012)
- الملك وينسيسلاس (عيد الميلاد 1973 (مجموعة)، عيد الميلاد 1982)
- برادلي ويجينز (2012)
- بيتر ويلسون (2012)
- بيلي رايت (1996)[2]
- هنري وود (1980)
- ماري وولستونكرافت (2009)